# Bismarckturm (Wiesbaden)
Der Bismarckturm in Wiesbaden war eines von ehemals rund 240 zu Ehren von Otto von Bismarck errichteten Denkmälern.
Der Wiesbadener Turm war dabei mit einer Höhe von 50 m der höchste jemals erbaute. Der Holzturm wurde 1910 in der Nähe das Wartturms auf der Bierstadter Höhe erbaut und sollte zunächst nur ein Provisorium sein, das später durch eine  massive Bismarcksäule ersetzt werden sollte. Dieses Vorhaben kam allerdings aufgrund eines zu geringen Spendenaufkommens nicht zustande. 1916 wurde der Turm, der im Volksmund „Wiesbadener Eiffelturm“ genannt wurde, als Aussichtsturm geschlossen und fortan als militärischer Beobachtungsposten genutzt. 1918 wurde er, nur acht Jahre nach seiner Errichtung, wegen fehlender Standfestigkeit abgerissen.